# 托甫汗镇
托甫汗镇，原为共青团农场，是中华人民共和国新疆维吾尔自治区阿克苏地区温宿县下辖的一个镇。

## 行政区划
托甫汗镇下辖以下村级行政区划单位：
托万克托甫汗村、尤喀克托甫汗村、阿亚克齐村、第一村、第二村、第三村和第四村。